# Zeche Zollverein
De Kolenmijn en industriecomplex Zeche Zollverein in Essen staat sinds 2001 op de werelderfgoedlijst van UNESCO. In 1986 werd het werk in de mijnen stopgezet.
In 2010, toen het Ruhrgebied Culturele hoofdstad van Europa was, was het terrein van de voormalige mijn het middelpunt van de activiteiten. De kolenmijn is opgenomen in de Route der Industriekultur, die langs industriële bezienswaardigheden in het Ruhrgebied gaat.

## Foto's

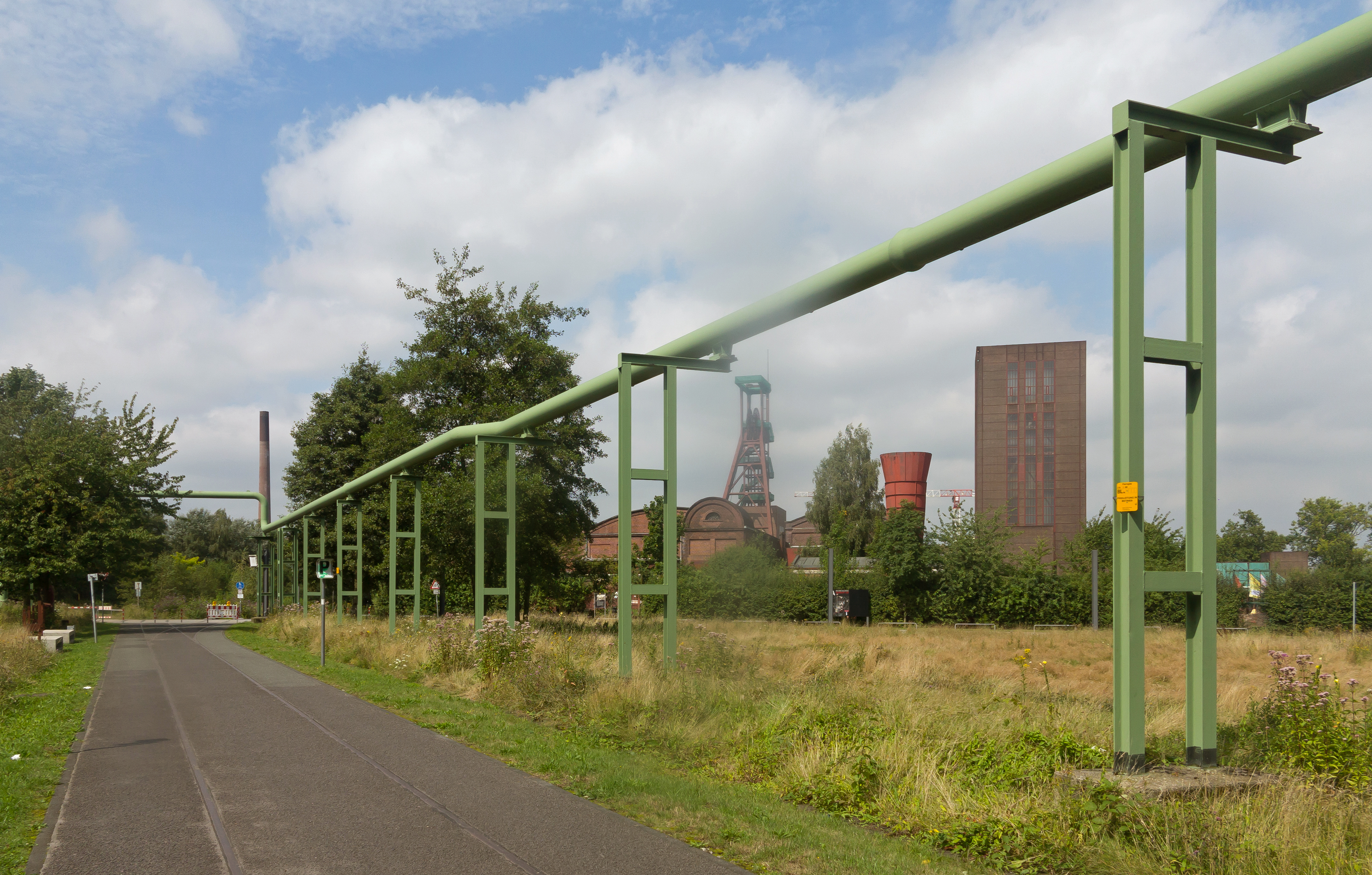
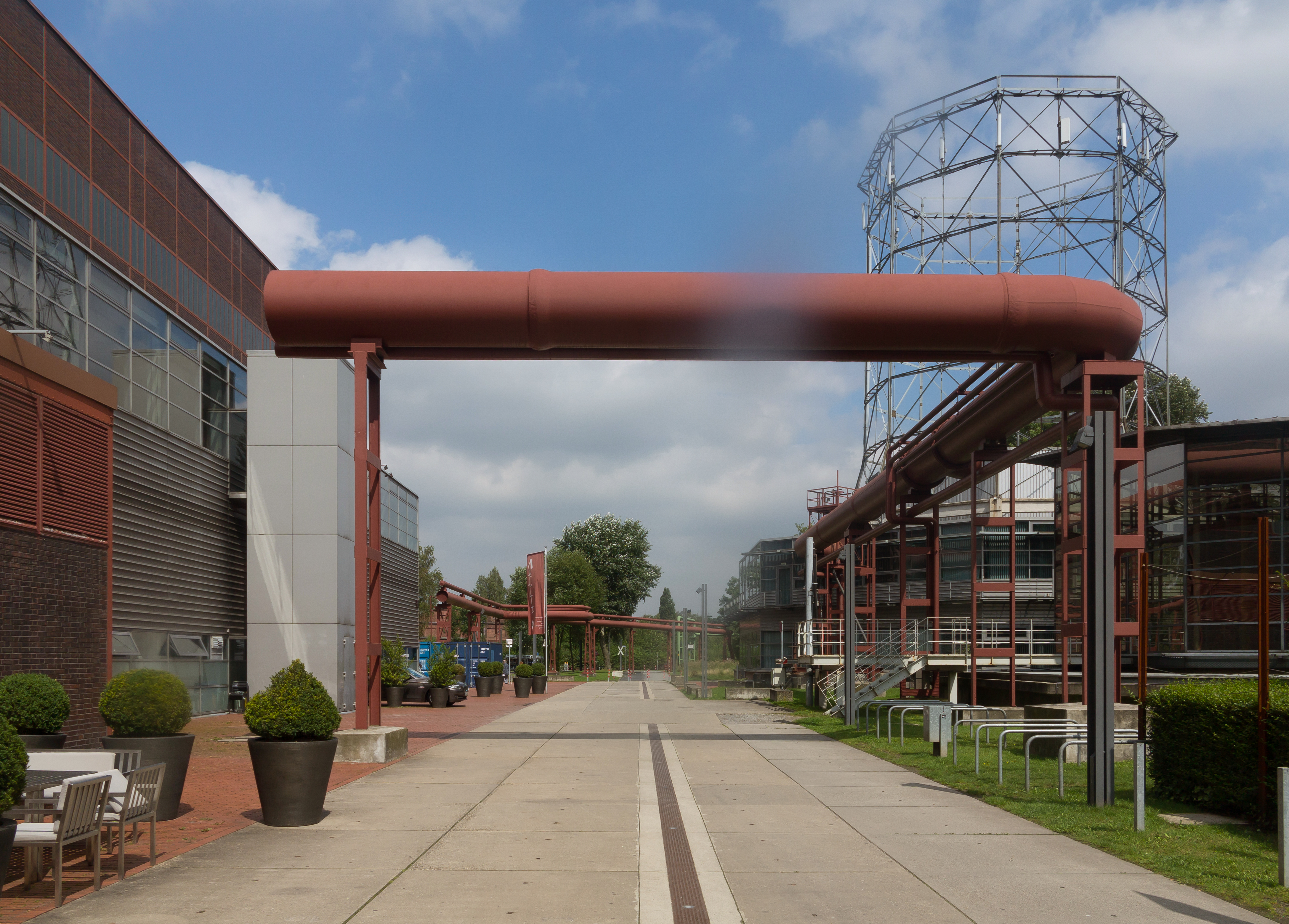
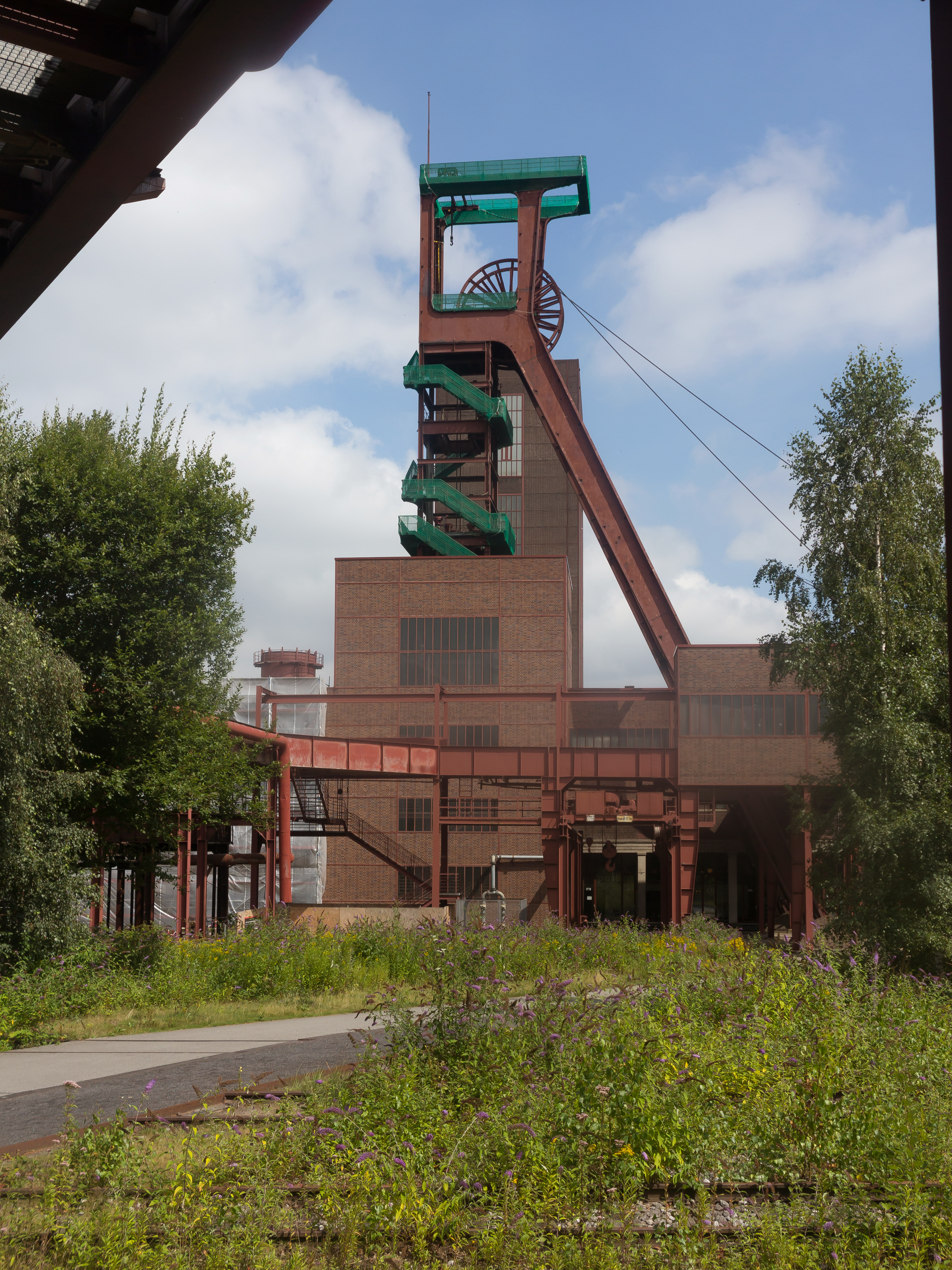
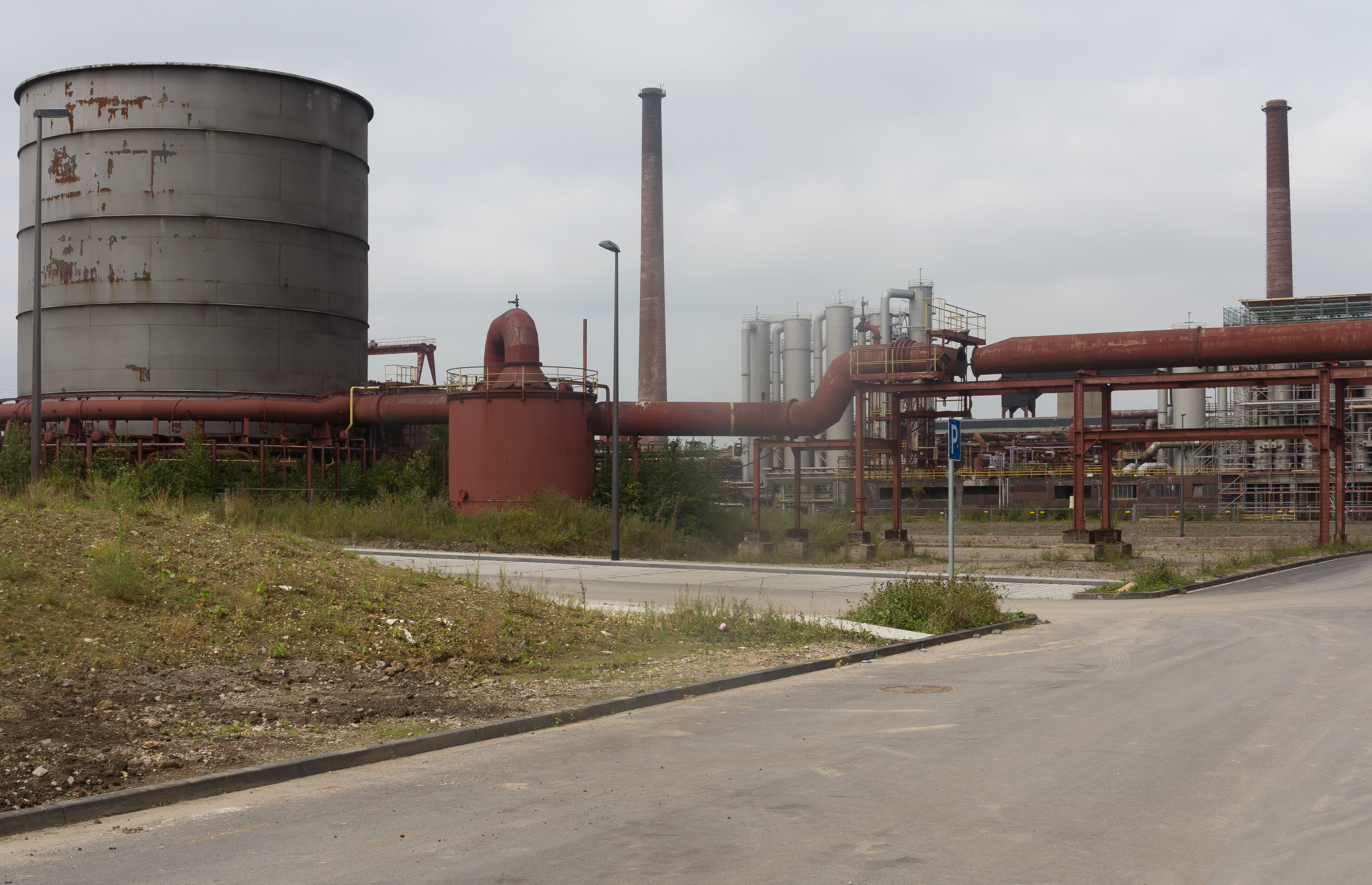